# San Giorgio Piacentino
San Giorgio Piacentino est une commune italienne de la province de Plaisance, dans la région Émilie-Romagne.

## Géographie
Le territoire communal est situé sur la rive droite du torrent Nure, entre la plaine du Pô où se trouve le chef-lieu et les premiers dénivelés des Colli Piacentini, dans l'Apennin ligure, entre le Val de Nure et la vallée du Riglio, où se trouvent quelques hameaux. 

### Hameaux
San Damiano, Godi, Centovera, Rizzolo, Ronco, Tollara, Corneliano, Viustino, Case Nuove.

### Communes limitrophes
Carpaneto Piacentino, Gropparello, Podenzano, Ponte dell'Olio, Pontenure, Vigolzone.

## Histoire

### Apparition mariale à San Damiano
À partir de 1961, le hameau (frazione) de San Damiano, à 5,40 km du bourg de San Giorgio Piacentino a connu une notoriété internationale en raison d'un témoignage d'apparition mariale rapporté par une habitante, Rosa Quattrini, mère de trois enfants et gravement malade. Le 29 septembre 1961, dans la maison de sa tante Adele Quattirni, la Sainte Vierge lui serait apparue et serait revenue de semaine en semaine chaque vendredi au milieu du jour durant plusieurs années. Durant une de ses apparitions, le 26 mai 1967, la Sainte Vierge aurait parlé de l'eau de San Damiano, disant qu'elle était « la plus sainte du monde ». 
Ces apparitions ont fait l'objet d'une enquête de la part de deux évêques successifs de Plaisance (Piacenza), l'ordinaire du lieu étant le seul habilité à examiner les apparition en vertu du droit canon. Cette enquête, dont le dossier a été transmis à la Congrégation pour la Doctrine de la foi, a conclu en 1968 à l'absence de surnaturel.

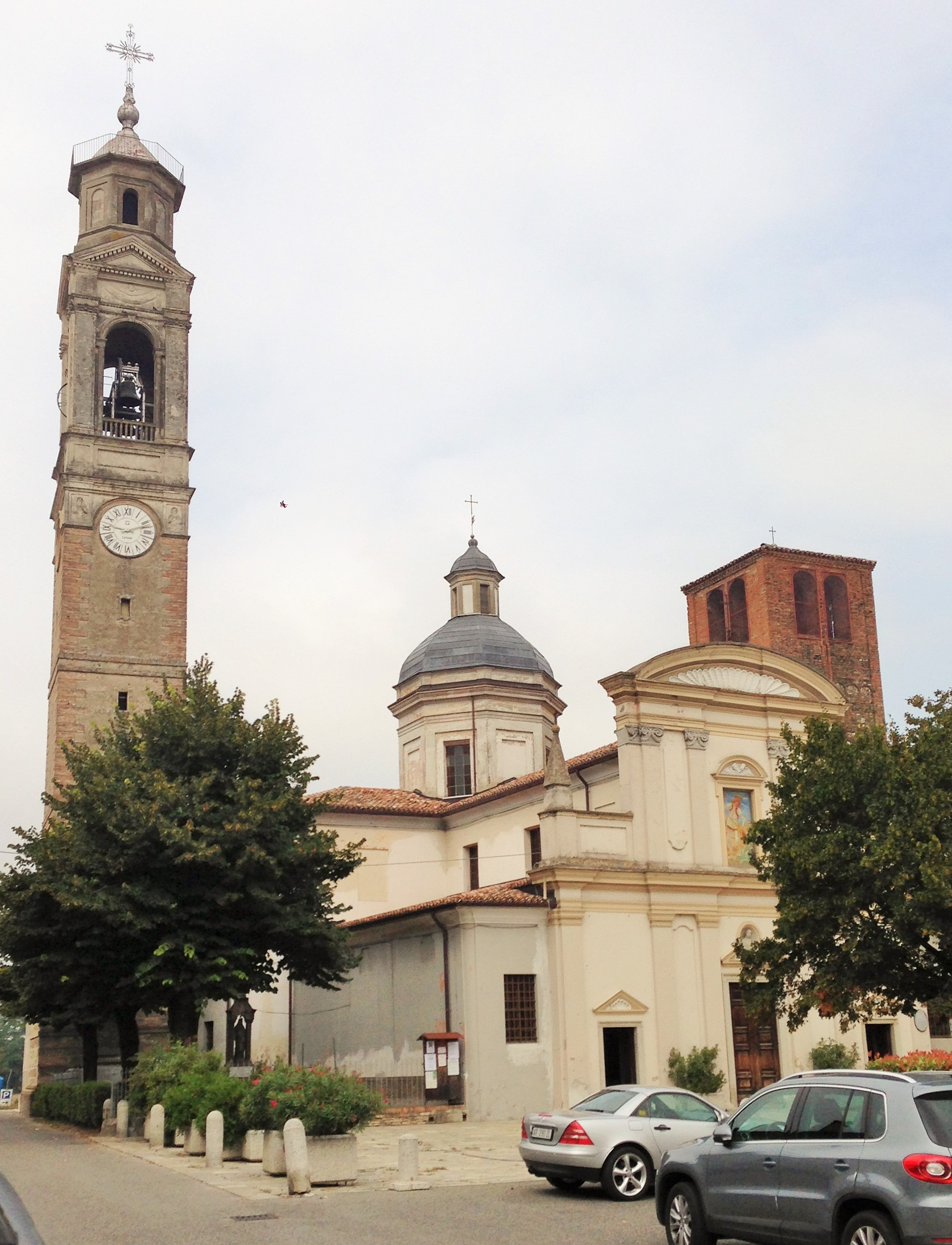
L'église paroissiale Saint-Georges.

## Administration
| Période   | Période  | Identité           | Étiquette                      | Qualité |
| --------- | -------- | ------------------ | ------------------------------ | ------- |
| Juin 2024 | En cours | Donatella Alberoni | Liste civique Alberoni sindaco |         |